# Rudolf Creutz (SS-Mitglied)

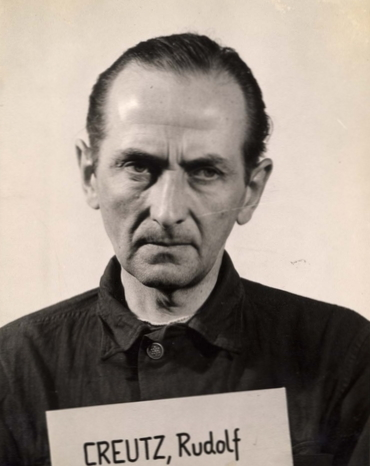
Rudolf Creutz in alliierter Internierung

Rudolf Johann Friedrich Creutz (* 6. April 1896 in Triest, Österreich-Ungarn; † 8. Juli 1980 in Wien) war ein deutscher SS-Führer und im Rahmen der Nürnberger Prozesse verurteilter Kriegsverbrecher.

## Leben
Creutz schloss 1914 seine Schullaufbahn mit dem Notabitur an einem Gymnasium in Karlsruhe ab. Anschließend nahm er als Kriegsfreiwilliger am Ersten Weltkrieg teil. Nach Kriegsende wurde Creutz 1919 im Rang eines Leutnants der Reserve aus der Armee entlassen. Danach arbeitete er im elterlichen Geschäft. Anschließend war er als kaufmännischer Angestellter von 1921 bis 1923 in Hamburg, dann in Wien und schließlich von 1925 bis Ende 1931 in Neustadt an der Haardt tätig. Danach folgte eine Phase der Arbeitslosigkeit bis 1934. Creutz war mit Marie Margarethe Christiane Karoline Katharine, Gräfin Resseguier von Miremont, verheiratet. Das Paar hatte einen Sohn.
Nach der Machtergreifung der Nationalsozialisten trat Creutz zum 1. Mai 1933 der NSDAP (Mitgliedsnummer 2.367.675) und im Frühjahr desselben Jahres der SS bei (SS-Nummer 77.813).  Ab 1934 war er hauptamtlich für die SS tätig, zunächst als Verwaltungsführer im SS-Abschnitt II (Wiesbaden), dann ab Oktober 1935 Stabsführer beim SS-Oberabschnitt II in Dresden und zuletzt in der Zentralkanzlei des SS-Hauptamtes. 
Nach Beginn des Zweiten Weltkriegs wurde Creutz Stellvertreter von Ulrich Greifelt als Reichskommissar für die Festigung deutschen Volkstums (RKFDV) und nach der Umbenennung der Dienststelle seit dem 11. Juni 1941 zugleich Leiter der Amtsgruppe A des nun so bezeichneten „Stabhauptamtes des RKFDV“. Diesem Amt übertrug Reichsführer SS Heinrich Himmler im November 1941 die gesamte „Siedlungs- und Aufbauplanung und deren Verwirklichung im Bereich und den unter der Oberhoheit des Reiches stehenden Gebieten“; hierzu gehörte auch die Propaganda für den Siedlungsgedanken. Creutz war für einen Teil des „Wiedereindeutschungsprogramms“ zuständig, bei dem polnische Waisenkinder nach ihrem „rassischen Erscheinungsbild“ ausgewählt wurden, um sie in Deutschland als Kinder „nordischer Eltern“ aufziehen zu lassen. Diese Verschleppung und Eindeutschung bezog auch polnische Kinder ein, deren Eltern wegen deutsch-feindlicher Betätigung in Konzentrationslager eingewiesen worden waren.
In der Allgemeinen SS erreichte Creutz am 9. November 1943 den Rang eines SS-Brigadeführers. Bei der Waffen-SS stieg er mindestens bis zum SS-Oberführer auf.
Creutz wurde nach Ende des Zweiten Weltkriegs im Prozess Rasse- und Siedlungshauptamt der SS wegen seiner Verantwortung für Vertreibungen und Umsiedlungen, Entführung von Ausländerkindern, Maßnahmen zur Verringerung der Geburtenrate bei Angehörigen gegnerischer Nationalität, Zwangseinbürgerungen von Angehörigen gegnerischer Nationalität sowie Zwangsarbeit und Mitgliedschaft in einer verbrecherischen Organisation am 10. März 1948 zu 15 Jahren Haft verurteilt. Im Jahr 1951 wurde seine Strafe auf zehn Jahre Haft herabgesetzt, und 1954 wurde er aus dem Kriegsverbrechergefängnis Landsberg entlassen.